# Брвінув (гміна)
Гміна Брвінув (пол. Gmina Brwinów) — місько-сільська гміна у центральній Польщі. Належить до Прушковського повіту Мазовецького воєводства.
Станом на 31 грудня 2011 у гміні проживало 24010 осіб.

## Площа
Згідно з даними за 2007 рік площа гміни становила 69.16 км², у тому числі:
- орні землі: 74.00 %
- ліси: 7.00 %

Таким чином, площа гміни становить 28.08 % площі повіту.

## Населення
Станом на 31 грудня 2011:
| Опис     | Загалом | Загалом | Чоловіки | Чоловіки | Жінки | Жінки |
| -------- | ------- | ------- | -------- | -------- | ----- | ----- |
| одиниця  | осіб    | %       | осіб     | %        | осіб  | %     |
| все      | 24010   | 100     | 11486    | 47.84    | 12524 | 52.16 |
| міське   | 12900   | 100     | 6072     | 47.07    | 6828  | 52.93 |
| сільське | 11110   | 100     | 5414     | 48.73    | 5696  | 51.27 |

## Поселення
Място, Брвінув, Миленцин, Фаленцин, Мошна-Весь, Овчарня, Катовиці, Кросна, Доманев, Кане, Чубин, Отрембуси, Бискупиці, Кошаець, Пажнев, Жулвин, Грудув, Доманєвек, Попувек, Тереня, Копана.

## Сусідні гміни
Гміна Брвінув межує з такими гмінами: Блоне, Ґродзіськ-Мазовецький, Мілянувек, Міхаловиці, Надажин, Ожарув-Мазовецький, Подкова-Лесьна, Прушкув.